# 荔溪乡
荔溪乡，是中华人民共和国湖南省怀化市沅陵县下辖的一个乡镇级行政单位。

## 行政区划
荔溪乡下辖以下地区：
坳坪村、大元村、修溪村、桐车坪村、高家村、幸福村、光明村、双合村、谢村、池坪村、明中村、官坪村、竹园村、张其坳村、楠坪村和芦洞村。